# Ansitz Rottenbuch

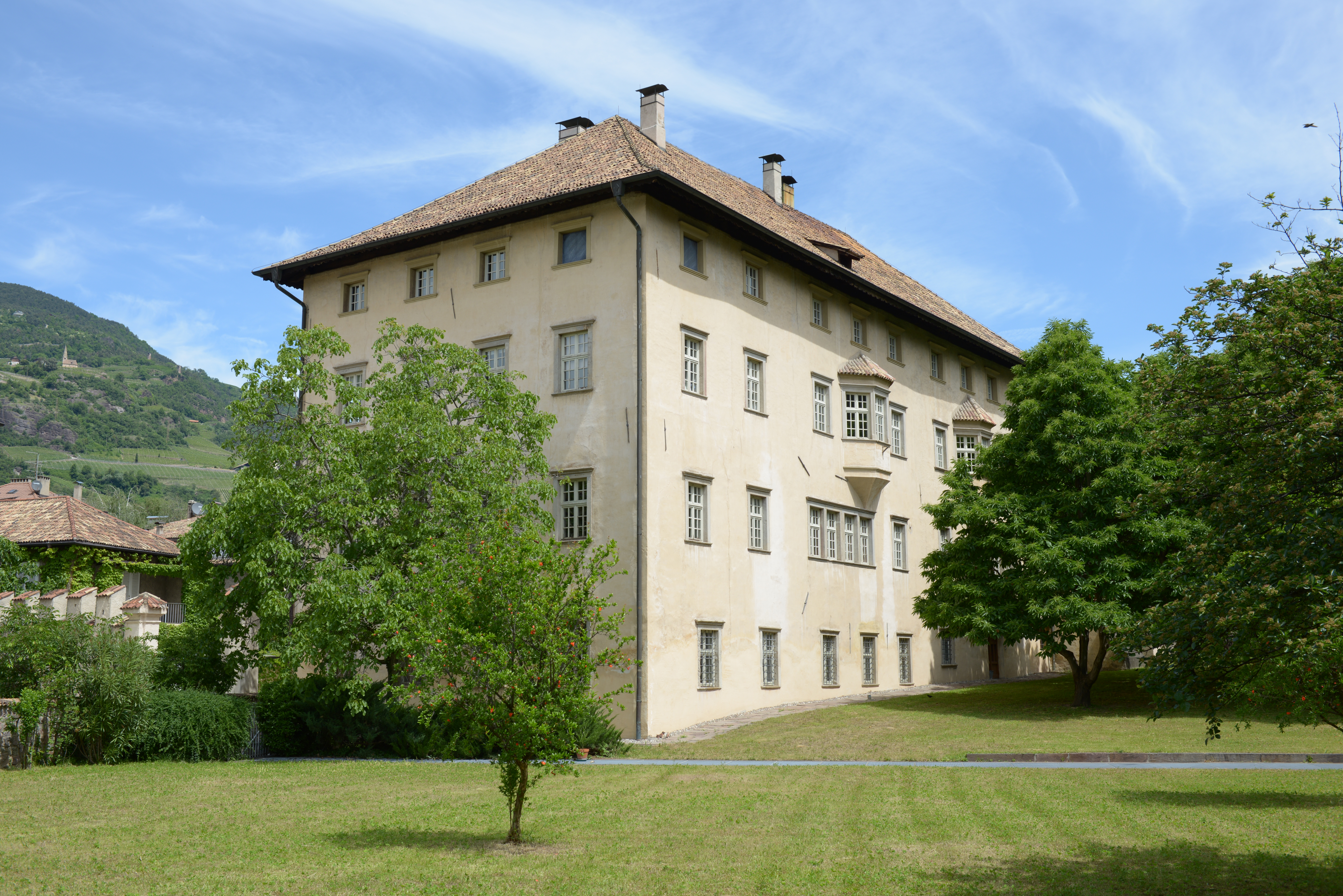
Der Ansitz Rottenbuch

Der Ansitz Rottenbuch, auch Palais Rottenbuch genannt, in Bozen-Gries ist Sitz der Südtiroler Landesabteilung für Denkmalpflege. Seit 1951 steht er unter Denkmalschutz.

## Geschichte
Das Haus, erstmals 1387 als Gandelhof (Gändlhof) erwähnt, wurde 1573 für die Bozner Patrizierfamilie der Rottenpuecher (Rottenbucher) gefreit und damit zum Ansitz. Der aus Augsburg gebürtige Bozner Kaufmann David Wagner – der Ahnherr der Grafen Sarnthein – erwarb es 1610. Über Jahrhunderte blieb es im Besitz der Sarnthein und ihrer Nachfahren, bis es 1976 vom Land Südtirol erworben und umfassend restauriert wurde. Der Ansitz wurde in mehreren Bauphasen verändert und erhielt im ausgehenden 17. Jahrhundert anlässlich der Erhebung der Freiherren von Sarnthein in den Grafenstand (1681) sein heutiges Erscheinungsbild.
Bemerkenswert sind die Wandmalereien Georg Müllers aus Bamberg aus der Zeit um 1600, der den herrschaftlichen zweiten Stock des Gebäudes mit Motiven aus der Josefslegende illustriert hat.